# T.Love
T.Love — польская рок-группа образована в 1982 в Ченстохове как Teenage Love Alternative, называлась так до 1986 года.
Ансамбль выступил на фестивале в Яроцине в 1984 году и на Остановке Лудсток (2002 и 2004). Давал концерты в Советском Союзе и других странах мира; в начале деятельности с группой сотрудничал, как автор, Войчех Плохарский — позже журналист сообщающий о событиях на постсоветском пространстве.

## Состав (2008)
- Зыгмунт «Мунек» Стащик (вокал),
- Павел Назимек (бас-гитара),
- Мацей Майхжак (гитара),
- Ян Печак (гитара),
- Михал Марецкий (клавишник),

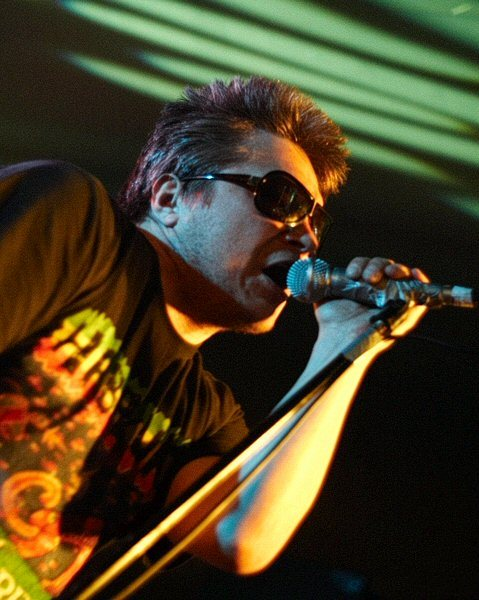
Зыгмунт «Мунек» Стащик, Жешув, апрель 2006

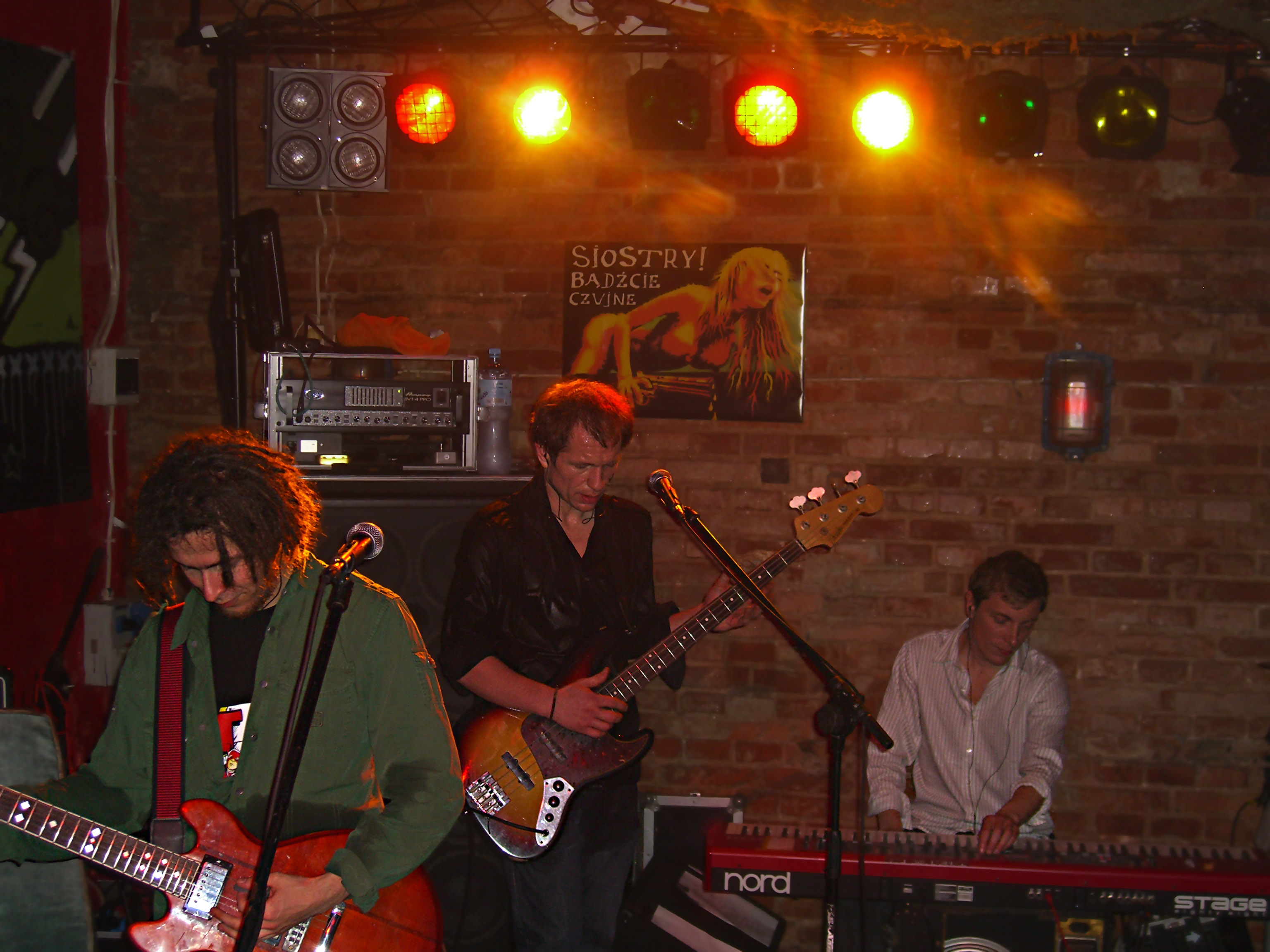
Ян Печак, Павел Назимек и Михал Марецкий

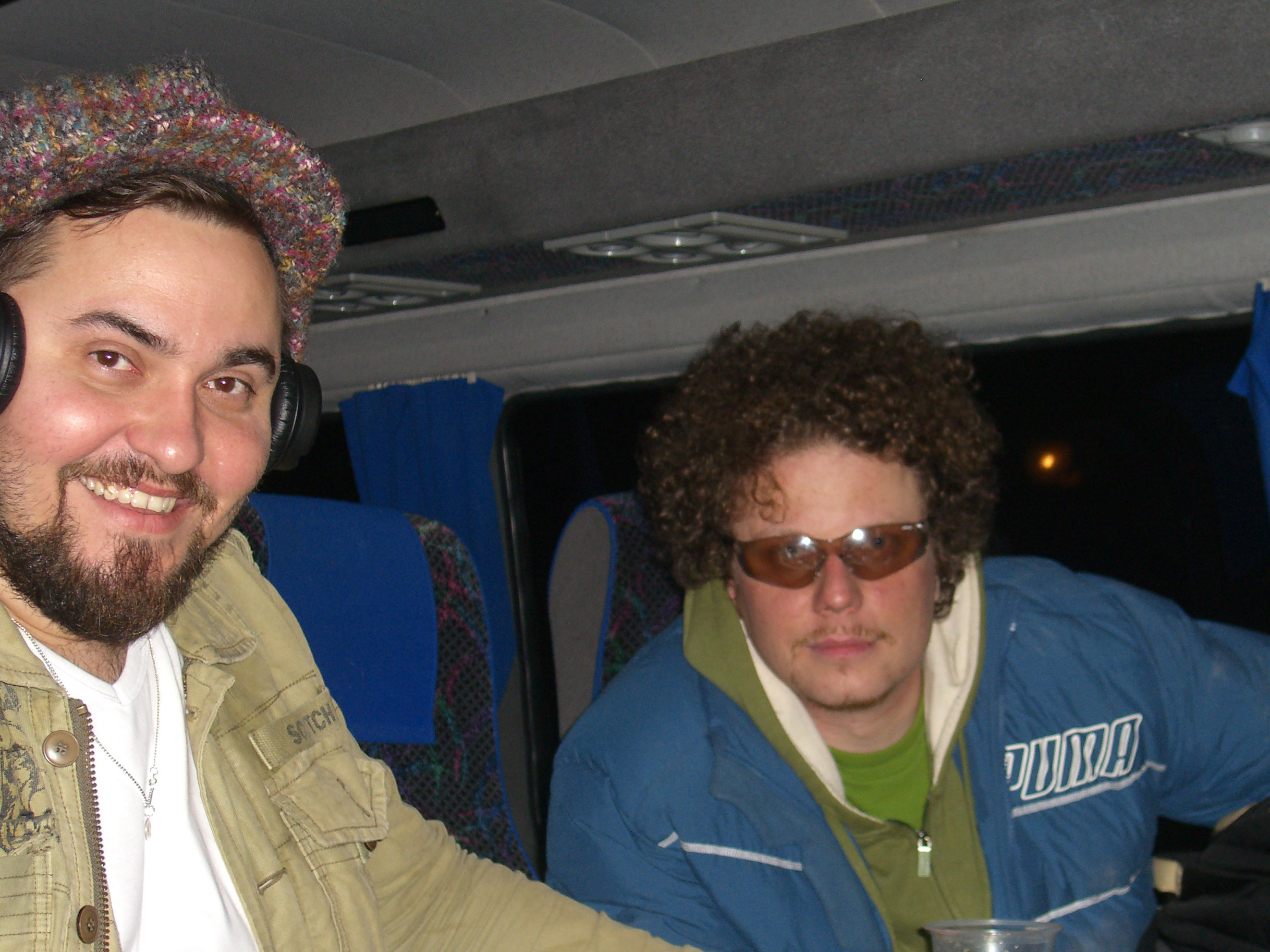
Мацей Майхжак и «Сидней» Полак

- Ярослав «Сидней» Полак (ударная установка).

## Дискография
- 1991 — Pocisk miłości
- 1992 — King
- 1994 — Prymityw
- 1994 — I Love You
- 1996 — Al Capone
- 1997 — Chłopaki nie płaczą
- 1999 — Antyidol
- 2001 — Model 01
- 2003 — T.Live
- 2006 — I hate rock'n'roll
- 2008 — Love, Love, Love - The Very BesT.Love
- 2011 — T.Lovestory
- 2012 — Old Is Gold

## Избранные хиты
- «Wychowanie» (1984)
- «IV LO» (1985)
- «Warszawa» (1990)
- «Karuzela» (1992)
- «King» (1992)
- «Stany» (1992)
- «I Love You» (1994)
- «Potrzebuję wczoraj» (1994)
- «Bóg» (1994)
- «Dzień» (1996)
- «Chłopaki nie płaczą» (1997)
- «Stokrotka» (1997)
- «Jest super» (1998)
- «Nie, nie, nie» (2001)
- «Ajrisz» (2001)
- «Jazda» (2001)
- «Mr.president» (2006)
- «Gnijący świat» (2006)
- «Jazz nad Wisłą» (2006)
- «Love and Hate» (2006)